# Rheinstadion
El Rheinstadion (en español: “Estadio del Rin”) era un estadio multipropósito ubicado en la ciudad de Düsseldorf, capital del estado federal alemán de Renania del Norte-Westfalia. Era el estadio donde hacía de local el equipo de fútbol Fortuna Düsseldorf y del desaparecido equipo de la NFL Europe el Rhein Fire. Su dirección era Europaplatz 5, Sportamt, 40474 Düsseldorf.
Fue demolido en el verano boreal de 2002 después de haberse realizado el World Bowl para ser reemplazado en el mismo lugar por el moderno LTU arena en el 2005.

## Eventos

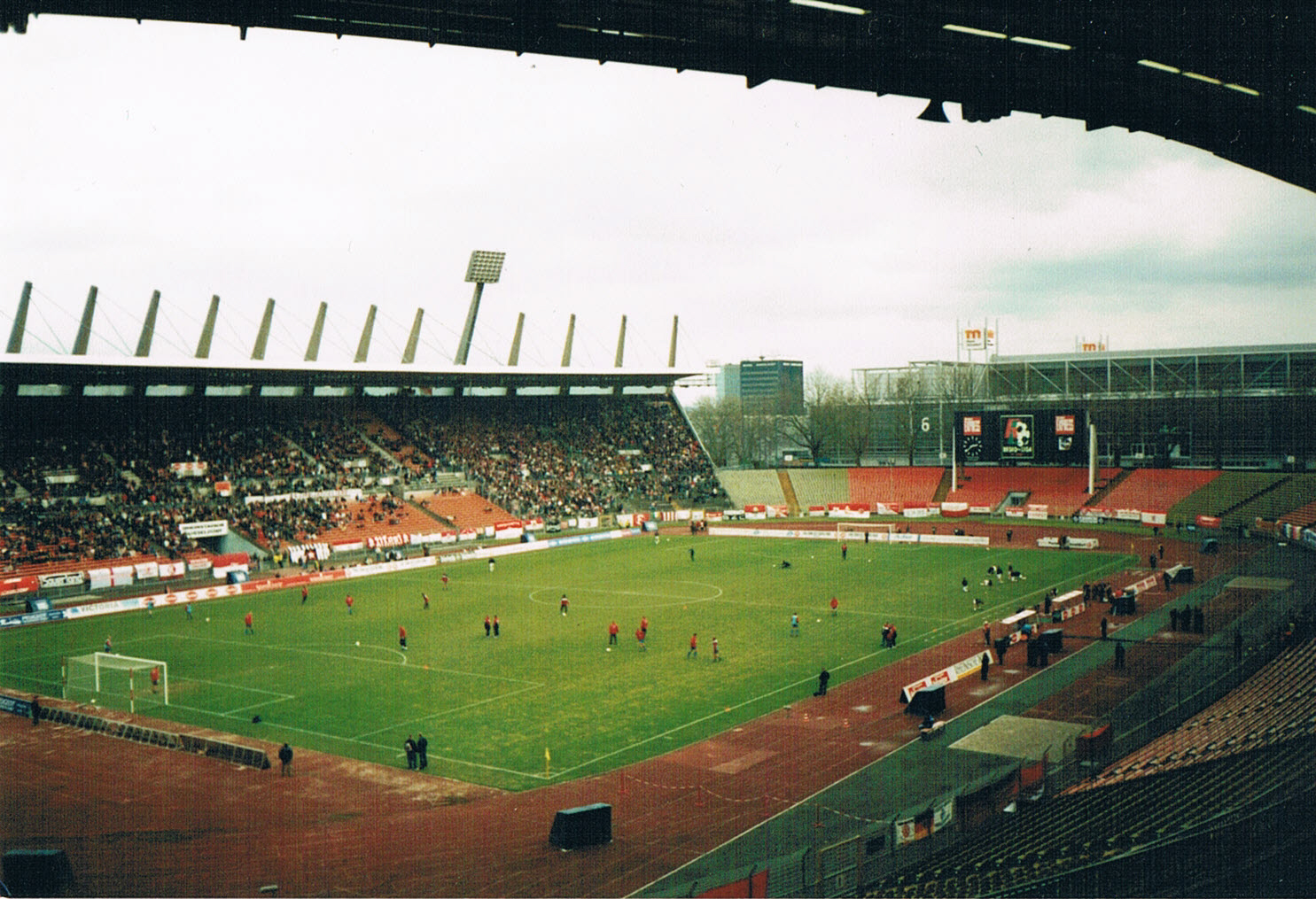
El Rheinstadion en 2002.

### Copa Mundial de Fútbol de 1974
El estadio albergó cinco partidos de la Copa Mundial de Fútbol de 1974.
| Fecha               | Selección #1     | Resultado | Selección #2 | Ronda                 | Espectadores |
| ------------------- | ---------------- | --------- | ------------ | --------------------- | ------------ |
| 15 de junio de 1974 | Suecia           | 0–0       | Bulgaria     | Primera fase, Grupo 3 | 23.800       |
| 23 de junio de 1974 | Suecia           | 3–0       | Uruguay      | Primera fase, Grupo 3 | 28.300       |
| 26 de junio de 1974 | Alemania Federal | 2–0       | Yugoslavia   | Segunda fase, Grupo B | 67.385       |
| 30 de junio de 1974 | Alemania Federal | 4–2       | Suecia       | Segunda fase, Grupo B | 67.800       |
| 3 de julio de 1974  | Suecia           | 2–1       | Yugoslavia   | Segunda fase, Grupo B | 41.300       |

### Eurocopa 1988
Fue sede de dos partidos de la fase de grupos de la Eurocopa 1988, el primero fue el que jugaron por el grupo A la selección local de Alemania Federal contra su similar de Italia que terminó en empate 1 a 1, el partido fue jugado el 10 de junio de 1988 con una concurrencia de 62 552 espectadores. El segundo partido que se disputó el 12 de junio de 1988 y fue el que jugaron entre Inglaterra contra Países Bajos que terminaría ganando Países Bajos por un marcador de 3 a 1 ante 63 940 espectadores.
| Fecha               | Selección #1     | Resultado | Selección #2 | Ronda                 | Espectadores |
| ------------------- | ---------------- | --------- | ------------ | --------------------- | ------------ |
| 10 de junio de 1988 | Alemania Federal | 1–1       | Italia       | Primera fase, Grupo A | 62 552       |
| 12 de junio de 1988 | Inglaterra       | 1–3       | Países Bajos | Primera fase, Grupo B | 63 940       |